# Luca Antonio Predieri
Luca Antonio Predieri (ur. 13 września 1688 w Bolonii, zm. 1767 tamże) – włoski kompozytor i skrzypek.

## Życiorys
Uczył się gry na skrzypcach u Antonia Bioniego i Tomasa Antonia Vitalego oraz kontrapunktu u Angela Predierego i Giacoma Antonia Pertiego. W latach 1704–1711 był skrzypkiem i altowiolistą w bazylice San Petronio w Bolonii. W 1716 roku został przyjęty na członka bolońskiej Accademia Filarmonica, w 1723 roku pełnił funkcję jej przewodniczącego. Piastował funkcję kapelmistrza w bolońskich kościołach San Paolo (1725–1729), Madonna della Galliera (1726), Arciconfraternitaà della Vita (1727) oraz w katedrze św. Piotra (1728–1731). W 1737 roku wyjechał do Wiednia, gdzie był nadwornym wicekapelmistrzem (1739–1741) oraz kapelmistrzem (1741–1751). W 1765 roku wrócił do Bolonii.

## Twórczość
Skomponował 31 oper, z których zachowały się Gli auguri spiegati (wyst. Laxenburg 1738), La pace tra la virtù e la bellezza (wyst. Wiedeń 1738), Perseo (wyst. Wiedeń 1738), Astrea placata, ossia La felicità della terra (wyst. Wiedeń 1739) i Zenobia (wyst. Wiedeń 1740). Spośród 7 napisanych przez niego oratoriów zachowały się 2, Il sacrificio d’Abramo (wyst. Wiedeń 1738) i Isacco figura del Redentore (wyst. Wiedeń 1740). Ponadto skomponował liczne utwory religijne: msze i części mszalne, antyfony, psalmy, litanie, motety. W swojej twórczości stosował styl koncertujący typowy dla szkoły bolońskiej, jego utwory cechują się mistrzowską polifonią wokalną i bogaty efektami polichóralnymi.